# Pleistos
El Pleistos (griego: Πλεῖστος ή Πλειστός, latín: Pleistus), o Plistos, es un río de Grecia central. Drena el valle de Pleistos, que lleva su nombre, un valle de fisura relativamente reciente al norte del golfo de Corinto, y paralelo a él. Tienen las mismas causas geológicas. Al estar situado en una topografía cárstica, gran parte del río discurre o se filtra por canales subterráneos. La corriente superficial es intermitente. Sin embargo, el lecho del río de piedra caliza que refleja la luz da la apariencia de una corriente de agua.
El fondo del valle semiárido, demasiado inaccesible para el desarrollo urbano, es eminentemente adecuado para la arboricultura. Los extensos olivares, llamados "mar de aceitunas", existen desde la prehistoria. El fondo está flanqueado por elevaciones bastante escarpadas, en particular una escarpa en el lado norte. La carretera principal de acceso al valle discurre por el lado de la escarpa norte en toda su longitud.
Cerca del valle inferior, la carretera se cruza con el emplazamiento de la antigua Delfos. Allí existen templos oraculares desde la época micénica. El sistema de manantiales de Delfos cae en el Pleistos. El valle inferior fue sede del poder micénico, con capital en Krisa. El golfo de Corinto recibió entonces el nombre de golfo de Krisa, pero a principios de la época clásica los estados del sur de Grecia se combinaron para quitarle a Krisa su predominio en la región.

## Geografía del Pleistos y su valle

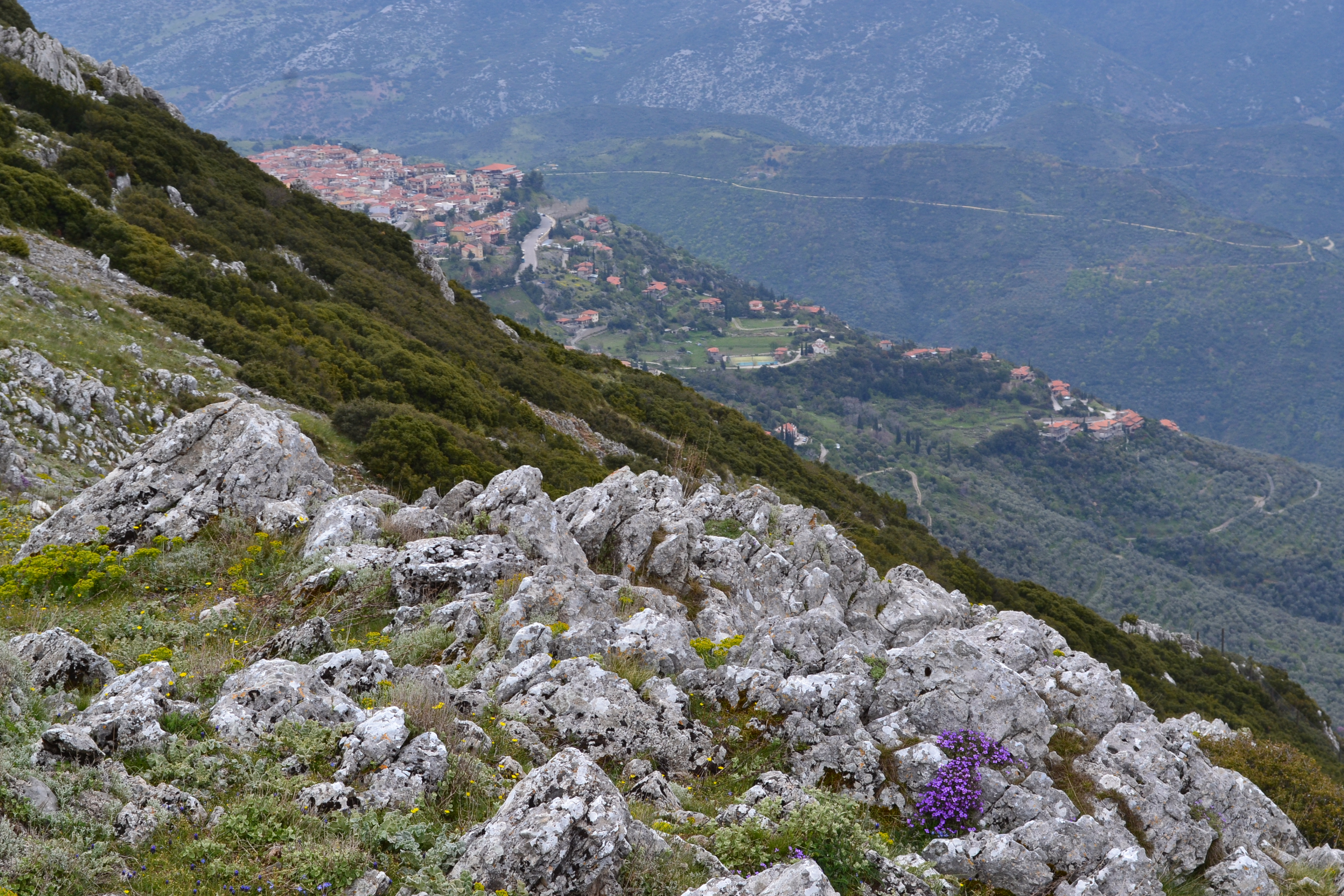
Arachova y el valle superior de Pleistos, vistos desde las laderas del Parnaso.

Las verdaderas fuentes de agua en el alto Pleistos son los numerosos manantiales que brotan de la base de la escarpa norte y las cascadas que se vierten sobre ella. La escarpa es, después de todo, el flanco del monte Parnaso. Las aguas subterráneas deben estar filtrándose de él continuamente como si fuera una colmena. Esta agua, en todas las grietas, rompe las rocas por congelación y descongelación, mientras que en el suelo de la escarpa contribuye a la fluidez, haciendo más probables los desprendimientos. Los desprendimientos de rocas y de lodo son frecuentes a lo largo del valle, lo que hace que la protección mediante vallas de malla de acero sea una necesidad en algunos lugares, y que se cierren algunas zonas de Delfos al público. Los terremotos, que convierten el suelo momentáneamente en un fluido, son aún más devastadores. Los edificios destruidos por ellos pueden caer por el pedregal hasta el Pleistos.
El río nace de las fuentes de la ladera del monte Parnaso por debajo de la ciudad de Arájova, en Beocia. La elevación es de aproximadamente 700 metros.
El río fluye hacia el oeste a través de un profundo valle, entre los montes Parnaso y Kirphe, pasando al sur de Delfos, a través del Paisaje Délfico y la llanura Krisaean y llega al Golfo de Itea, una bahía del Golfo de Corinto, cerca de Kirra. El agua del sistema de manantiales de Castalia desemboca en el Pleistos. El río se adentra en el Golfo de Cornth de forma poco espectacular a través de una conducción de la carretera costera en el lado este de Cirra. Un arroyo de pocos centímetros de profundidad sale de la conducción para cruzar un pequeño delta, geológicamente de origen antiguo. Este arroyo se denomina alternativamente río Pleistos o río Cirra. Al otro lado de la carretera nace de un humedal que pasa junto a la iglesia de San Juan. El humedal se origina más al norte, en un barranco del monte Cirphis, pero no recibe las aguas superficiales del caudal del Pleistos.

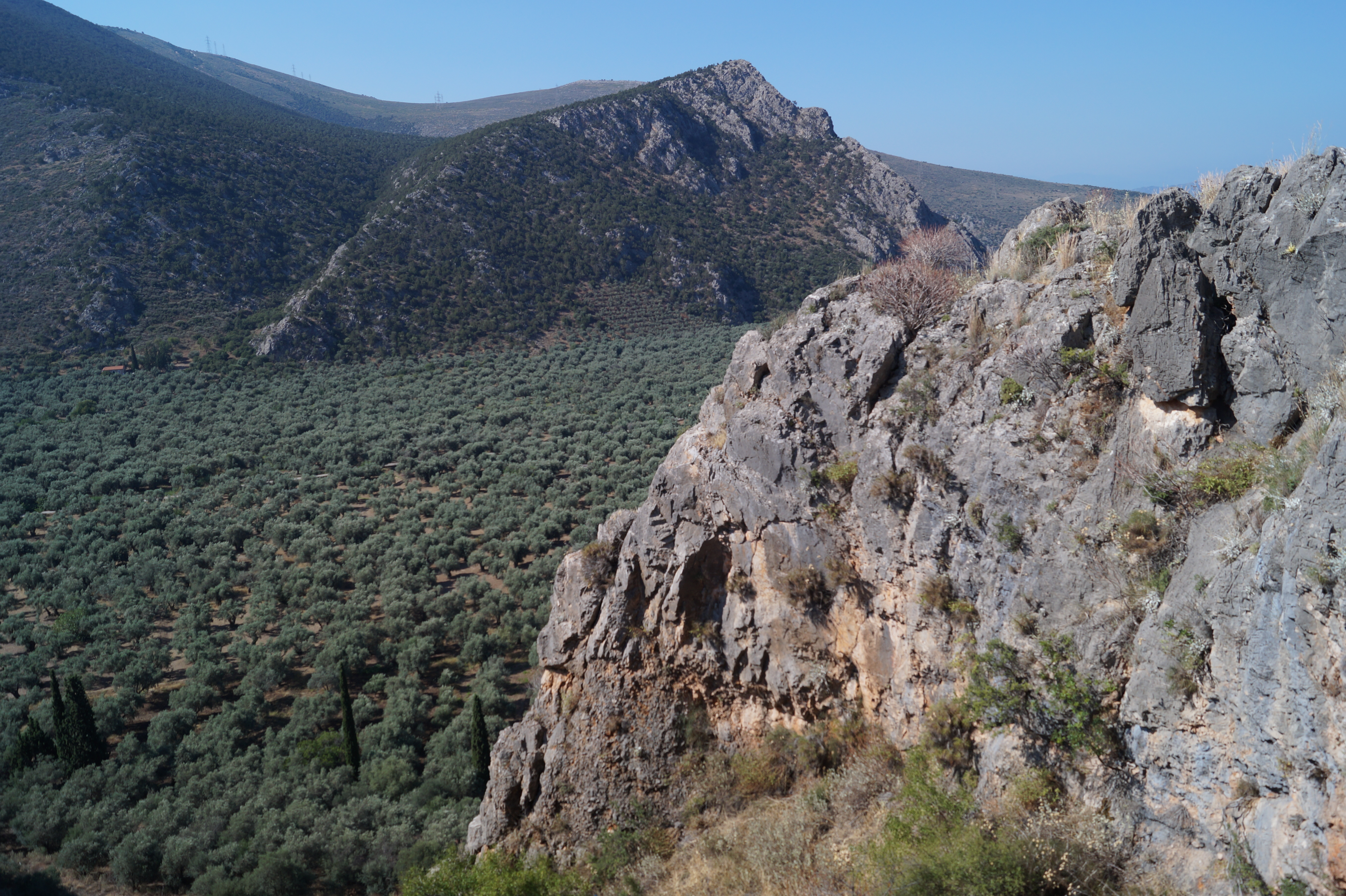
El "mar de los olivos" en el valle inferior de Pleistos.

Unos metros al oeste de la conducción hay otra  que pasa por debajo de la misma carretera, pero sin llegar al delta. Su agua procede de una aparente acequia junto a la carretera periférica de Itea. Hacia el norte, esta acequia abandona la carretera y se convierte en un canal controlado que atraviesa los olivares. A lo largo de ella hay caseríos privados y pasarelas. El canal es continuo con el arroyo del valle de Pleistos. El lecho visible suele estar seco. Si Pleistos significa "lleno", como dicen algunos, el uso debe ser una ironía.
Al parecer, los cauces hidrológicos fueron alterados en la gestión de los olivares. Cubren toda la zona no urbana del sistema de valles y se les llama localmente "el mar de los olivos". El arroyo con el delta trenzado debe representar el arroyo más antiguo, el Pleistos original. Durante la reconfiguración de la hidrología, el Pleistos fue desconectado de sus humedales y utilizado para regar los olivos. El clima es semiárido. Los humedales se convirtieron entonces en el Cirra. Una discrepancia de nomenclatura similar existe en el lado oeste del valle. El río Skitsa erosiona el valle de Amfissa y luego discurre por un canal recto y controlado hasta el golfo de Itea, regando el lado oeste del valle. Las fuentes dicen que antiguamente también se llamaba Plistos, lo que implica que el mismo río Plistos drenaba ambos valles antes de que se dragaran canales diferentes.

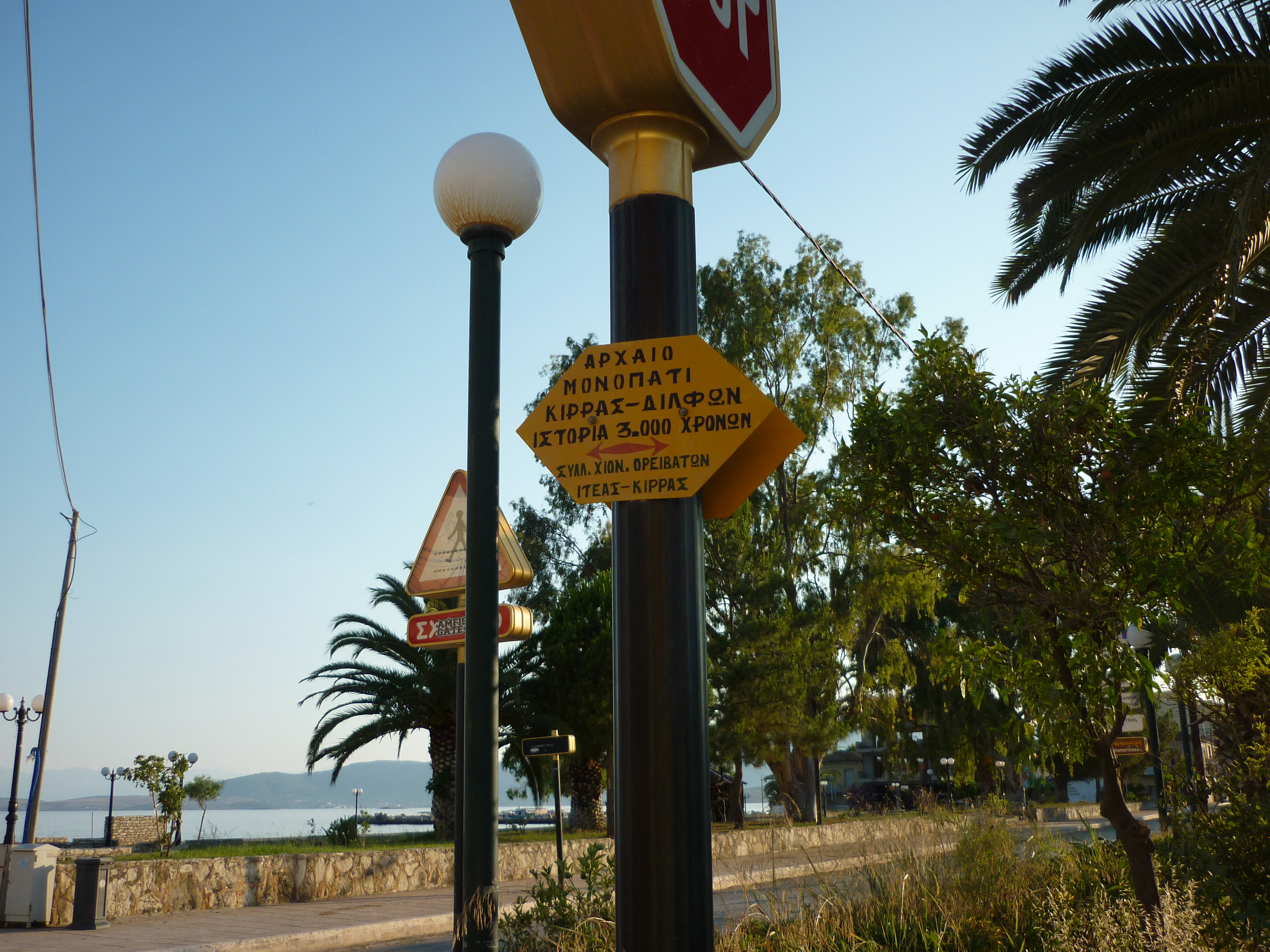
Inicio de la ruta de Delfos en Kirra, en el Golfo de Itea

El barranco de Pleistos se encuentra en la parte inferior de un gradiente transversal. El Pleistos superior sigue la base del monte Cirphis. Hay un gradiente a través del valle, el lado alto está en el norte. El lado bajo es llamado por algunos "el barranco de Pleistos". Está unido por un único arroyo resultante de la fusión de los manantiales de Delfos, pero no se origina allí. Las fuentes son difusas. El más lejano al este es un barranco que se desarrolla al pie de la escarpa y cruza bajo la ruta 48 justo debajo del paso al este de Arachova, una ciudad de montaña. La parte superior del Pleistos y su valle están protegidos: desde Delfos no se ve ningún artefacto industrial (por ejemplo, las líneas eléctricas de alta tensión y similares están tendidas de forma que sean invisibles desde la zona del santuario). El arroyo se ha dejado en su lecho original, visible como huellas de piedra caliza desnuda. Una ruta de senderismo sobre el recorrido de la carretera de acceso original comienza en los muelles de Cirra, sube directamente por el valle hasta el Pleistos superior, lo sigue hasta los manantiales y asciende por su cauce hasta la fuente Castalia. La caminata dura entre 3 y 4 horas. La mayoría de los visitantes toman el autobús por la ruta 48. La carretera del manantial incluye un aparcamiento para autobuses.

## Geología del sistema de valles del Pleistos
El Valle del Pleistos es el resultado de dos movimientos principales de la corteza terrestre: la orogenia del Parnaso y las demás montañas de Grecia, denominadas Helénicas, y la extensión del arco posterior, un movimiento hacia el sur del Peloponeso y las islas del Egeo.

### Orogenia Helénica
Hoy en día, la orogenia se considera el resultado de la colisión de placas. En la teoría de la deriva continental, la superficie de la Tierra está dividida por las dorsales oceánicas y las fosas oceánicas en placas, o " placas tectónicas " que "se desplazan" sobre la Tierra y chocan, como si la densa roca base fuera un océano y las placas más ligeras con continentes sobre ellas estuvieran a la deriva.
La idea de que la roca deriva sobre la roca impidió la aceptación de la deriva continental, propuesta por Alfred Wegener en 1912, hasta que los datos recogidos en el Año Geofísico Internacional de 1957-58 la confirmaron. El aparente problema físico se reconcilió mediante el estudio de las propiedades de la roca en estado sólido. Ésta es deformable, y cuanto más se calienta, más se deforma. A lo largo del tiempo geológico, la suma de deformaciones muy pequeñas bajo una presión constante da la impresión de un flujo.
Las fuerzas que deforman las placas continentales de todo el planeta se encuentran en el manto terrestre, que tiene una parte interna líquida denominada astenosfera y una parte externa, sólida pero deformable, la litosfera. El líquido se ordena por densidad, siendo más pesado en la parte inferior, pero existe un gradiente de temperatura creciente desde el exterior al interior. La roca caliente, cada vez menos densa, asciende en penachos. Cuando uno de ellos llega a la superficie se extiende, forzando a la litosfera a separarse. Una nueva placa es extruida a medida que la lava rellena el hueco. Al otro lado de la placa, el material, ahora más frío, se sumerge, o se subduce, bajo la placa adyacente. Por lo tanto, las orogenias son el resultado de límites divergentes, en los que la divergencia adelgaza y debilita la litosfera permitiendo que el magma salga, construyendo una cadena de volcanes (configuración del Anillo de Fuego o de la dorsal oceánica media), o de límites convergentes. En estos últimos, una placa se subduce bajo otra, elevando su margen y formando una cadena montañosa.

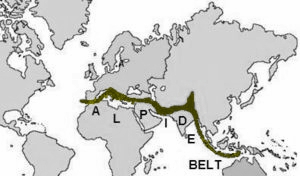
Cinturón alpino

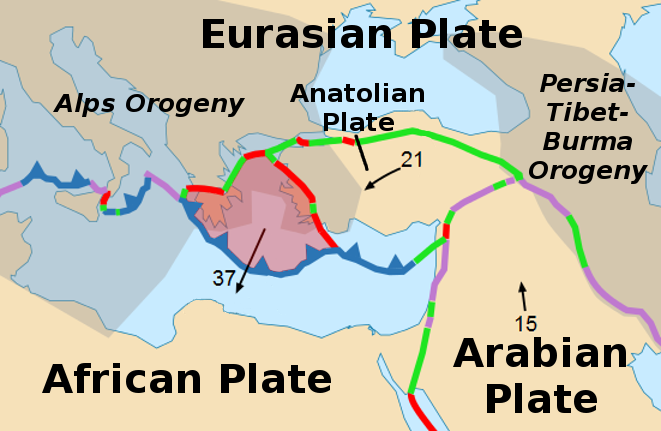
Las microplacas, Egea y Anatolia, que aún se están formando al desprenderse de la placa euroasiática. La línea azul es la zona de subducción, antes de África bajo Eurasia. Los triángulos indican qué placa está encima. La línea roja es la frontera divergente, causada por la extensión. La línea verde es una región de falla normal, que se convertirá en una frontera divergente.

La orogenia Helénica forma parte de una zona de convergencia de 15.000 km llamada cinturón alpino. Si se puede imaginar la placa euroasiática como un yunque, otras placas martillean contra ella desde el sur. La placa africana, que se desplaza hacia el norte, cierra el océano Tethys, antecesor del mar Mediterráneo, y levanta los Pirineos, los Alpes y las montañas de los Balcanes. Más al este, la placa arábiga y la placa índica levantan las montañas del Cáucaso y el Himalaya. La zona se extiende hasta Java y Sumatra.
La orogenia Helénica dio lugar a las helénidas, un término en uso en geología. El sufijo -idas fue una innovación de Eduard Suess, autor de Das Antlitz der Erde ("La faz de la Tierra"), y contemporáneo de Wegener. Los rasgos que definía de la faz de la Tierra son "largos y continuos sistemas de pliegues que forman las cadenas montañosas de la Tierra". Las cadenas son crestas paralelas en forma de arco. Deben tener la misma estructura de pliegues, que sería revelada por la reconstrucción de la sección transversal. Deben tener el mismo plano revelado por las "líneas de tendencia", una línea reconstruida a partir de las líneas de ataque de las crestas. Tras innovar el concepto de sistemas de pliegues, para evitar tener que enumerar cada cordillera de un sistema, Suess ideó un método de denominación de un sistema mediante el sufijo -ides al nombre de una cordillera importante del mismo. La geología adoptó su método y la mayoría de sus nombres, incluso después del cambio a la deriva continental.
El relato de Suess sobre el Mediterráneo comienza con el hundimiento de una zona a través de un supercontinente mesozoico, Pangea. La zona se extendía desde el Pacífico hasta el Atlántico, dividiendo a Pangea en dos zonas anteriores, Eurasia y la Tierra de Gondwana. Suess llamó al mar resultante Tethys, reutilizando un nombre local. Tethys recibió sedimentos de las tierras adyacentes hasta que finalmente se comprimieron hacia arriba para convertirse en cadenas montañosas aproximadamente paralelas que se dirigían en dirección E-O (con variantes locales). Suess necesitaba una palabra para designar las cadenas. Las bautizó colectivamente con el nombre de una de las principales cadenas, el Altái. Las Altaidas eran todas las cadenas de toda la banda, la primera de las unidades "-idas" de Suess.
No se conocía lo suficiente de las montañas de Grecia como para que Suess las distinguiera; los unió a los  Alpes Dináricos, que consideraba una continuación de los Alpides, las montañas del Mediterráneo occidental, que llevan el nombre de los Alpes. Leopold Kober hizo cambios en el sistema, descartando los Altaides y aplicando Alpides a todo el sistema, de ahí el Alpide Belt. El geólogo Jean Aubouin distinguió las Hellenides al referirse a un hipotético geosinclinal de las Hellenides. Aubouin desarrolló su teoría del geosinclinal antes del IGY 1957.
Las Hhelénidas, inmediatamente después de la orogenia Helénica, deben considerarse como una cadena montañosa continua con las Dináridas, que se extiende por Grecia en dirección NO-SE, pasando por lo que hoy es el norte del Egeo y conectando con las montañas del sur de Anatolia. El Egeo no existía. El litoral era regular.

### Valle del Rift del Pleistos

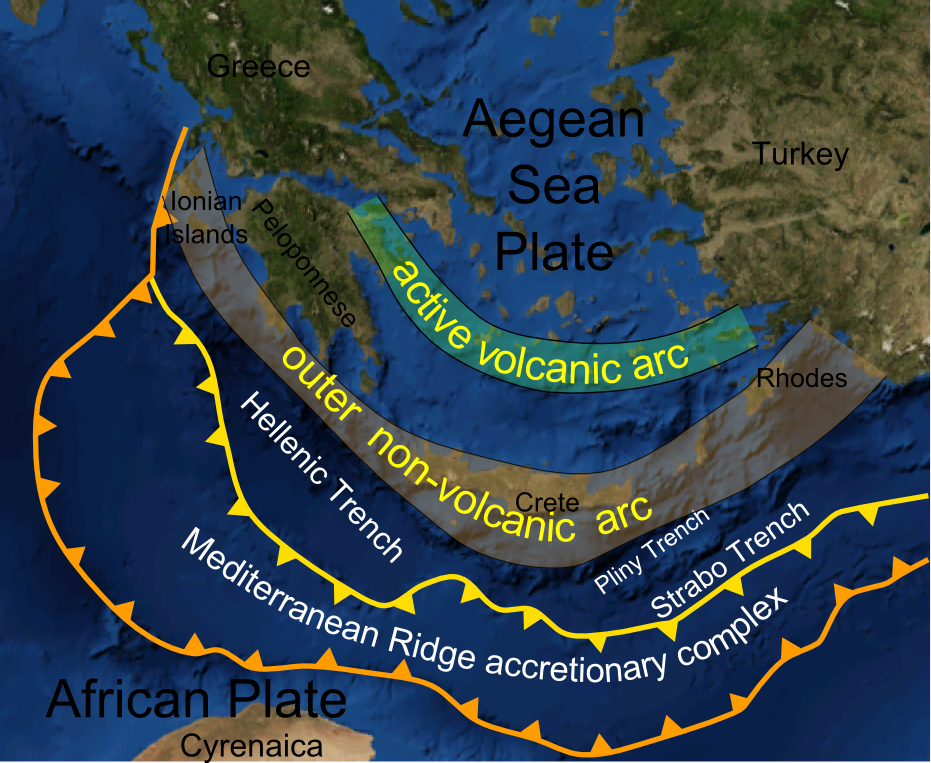
Generación de la placa del Egeo por extensión del arco posterior. El arco es el margen sur de la placa. Se desplaza hacia el sur a medida que se extiende la región debilitada del norte.

El Mediterráneo es el remanente del geológicamente antiguo mar de Tethys cerrado por el movimiento hacia el norte de la placa Africana contra la placa Euroasiática. La línea de subducción de África bajo Eurasia discurre en dirección general E-O a través del Mediterráneo. El margen sur de Eurasia se eleva sobre la subducción para convertirse en las montañas de la Zona Alpina como si estuvieran plegadas por compresión, y hasta cierto punto lo están. La placa subductada ejerce una presión sobre la placa superpuesta normal al plano de contacto. Este vector de fuerza en cualquier punto del límite tiene una componente vertical, que empuja hacia arriba el margen, y una componente horizontal, que comprime y pliega el terreno levantado.
Por lo tanto, cabría esperar que la compresión se produjera también más allá, o hacia el interior, del margen elevado de la placa que sobrepasa, pero no es del todo así. El margen se está extendiendo por detrás del arco de las montañas elevadas ("extensión del arco posterior" significa "por detrás del arco"), y esta extensión, o estiramiento, provoca fallas del tipo normal en lugar del tipo inverso de compresión. Es esta extensión la que da lugar a la topografía marítima de la Grecia moderna. La cadena exterior de la dorsal resultante de la orogenia se ha desprendido y se ha doblado hacia el sur en el Arco helénico. La tierra que se encuentra detrás se ha adelgazado y se ha hundido en el mar Egeo. Un arco de volcanes se ha abierto paso para formar las Cícladas volcánicas. La zona de subducción original se convierte en la Fosa Helénica, una depresión marina profunda aproximadamente paralela al exterior del Arco Helénico.
La extensión, que aún continúa, provoca fallas y fisuras transversales a la tendencia de las Helénidas, lo que provoca brechas en ellas. La mayor de ellas es la Falla de Corinto, que se ha abierto a través de las Helénidas exteriores con dirección NE-SW, dividiéndolas en las montañas de Grecia Central y las del Peloponeso. Otro rift más joven (1 Ma), el Valle del Pleistos, se ha abierto al norte y en paralelo al Golfo de Corinto. La escarpa de su falla normal aún es visible en la pared norte del valle.
Una circunstancia inusual ha creado la oportunidad de fundar un oráculo cerca de la boca del valle. Una de las fallas inversas de la orogenia está cortada transversalmente por la falla normal del valle, dividiendo la pared norte en dos picos enfrentados, los Fedríades. El agua que drena a través de la falla inversa entra en el valle a través de un sistema de manantiales. Por casualidad, el hueco en la cima del pedregal se asemeja a una vulva, lo que inspiró una mitología específica del tipo "madre tierra". Los antiguos creían que el agua clara de los manantiales era inspiradora, de ahí el oráculo. Es posible que la intersección de las fallas haya aumentado la emisión de gases, lo que puede haber inspirado a la sacerdotisa oracular, pero la teoría no ha sido probada. El aumento de la superficie de las fallas probablemente también aumenta la probabilidad de que se produzcan terremotos.

## Topografía del valle de Pleistos

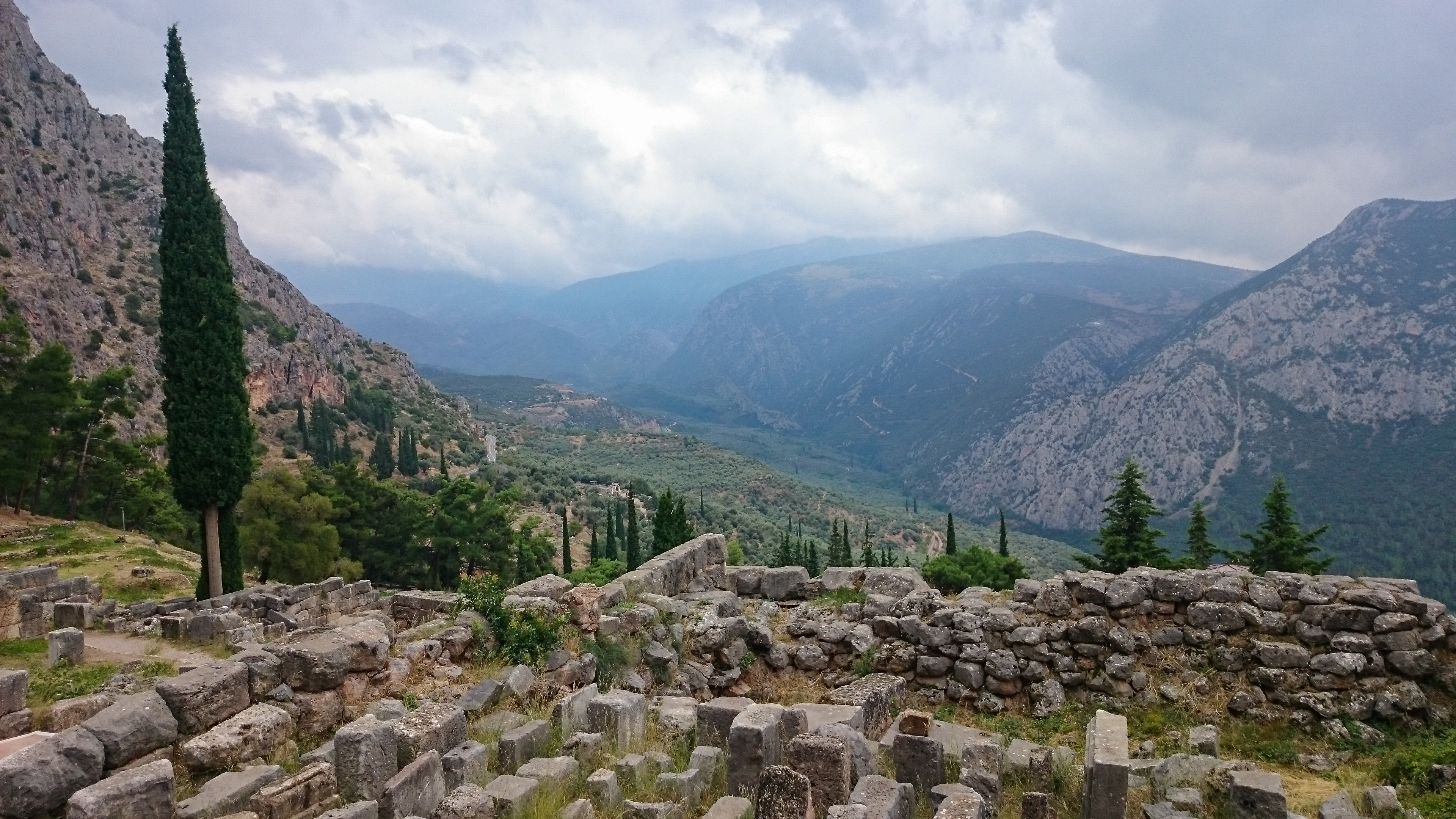
Mirando hacia el valle del Pleistos desde Delfos.

El valle de Pleistos no es un gran valle de rift. La fisura es relativamente reciente, la separación es leve y todavía se puede ver una escarpa desde Amphissa hasta la cabecera del valle. Sin embargo, no está libre de obstáculos. Hay algunos lugares en los que el escalador podría tener que ascender un acantilado de mil pies. La mayor parte de la escarpa ha sido objeto de extensos desprendimientos de rocas y desprendimientos de tierra, que han creado una pendiente de pedregal hasta aproximadamente el 50% de la escarpa. El canchal se extiende por todo el fondo del valle hasta el barranco del Pleistos. Las pendientes varían de muy leves a hasta 60°. La escarpa desnuda varía de 60° a 90° y más, si hay un saliente. En general, el canchal se encuentra en la pared de pie de la falla, pero la erosión ha producido algunos salientes.
En el fondo del valle no hay ningún meandro, por lo que no hay llanura, y la agricultura es escasa. Las colinas onduladas que se han desarrollado son adecuadas para el cultivo del olivar. Tampoco hay espacio para ninguna carretera ni estructuras extensas. La superficie está jalonada de caminos de tierra para acceder a los olivos. Muchos de ellos ascienden por el pedregal. Delfos no está encaramada a un acantilado; todos los acantilados están por encima de ella. No hay ningún problema para ascender a Delfos o descender de ella para atender a los árboles. Sin embargo, todos los constructores consideraron necesario crear terrazas en las que colocar las estructuras. El yacimiento arqueológico presenta múltiples terrazas con muros de contención. El Camino Sagrado debe ascender a las terrazas por medio de rampas. Las fotografías desde arriba que muestran los bordes de las terrazas pueden inducir a error. No hay ninguna bajada. Una pendiente de hierba conduce hacia abajo.
En los tiempos modernos, el problema de acceso se resolvió nivelando la parte superior del pedregal y construyendo una carretera allí. La carretera es buena, de dos carriles, que gana o pierde altitud en algunos lugares por algunos tramos de curvas en herradura. Una valla de la autopista bordea el exterior de la carretera. Se han excavado muchas zonas de aparcamiento para la observación en la escarpa o se han colocado en extensiones rellenas a lo ancho. El Recinto Sagrado, en particular, ha sido dotado de un gran aparcamiento para autobuses. La carretera pasa justo por el medio del recinto, creando un recinto superior y otro inferior. Sin embargo, en la mayoría de las fotos no se ve la carretera. Dan la ilusión de que el pedregal se funde directamente con la escarpa desnuda, lo que sólo ocurre en la parte superior del recinto superior.

## El valle en la historia
Se dice que Solón de Atenas utilizó raíces de eléboro para envenenar el agua de un acueducto que salía del río Pleistos hacia el año 590 a. C., durante el asedio de Kirrha. El río Pleistos también fue mencionado por los antiguos geógrafos Estrabón y Pausanias. En la actualidad, el río tiene agua sobre todo en invierno, mientras que en verano se seca.

## Galería

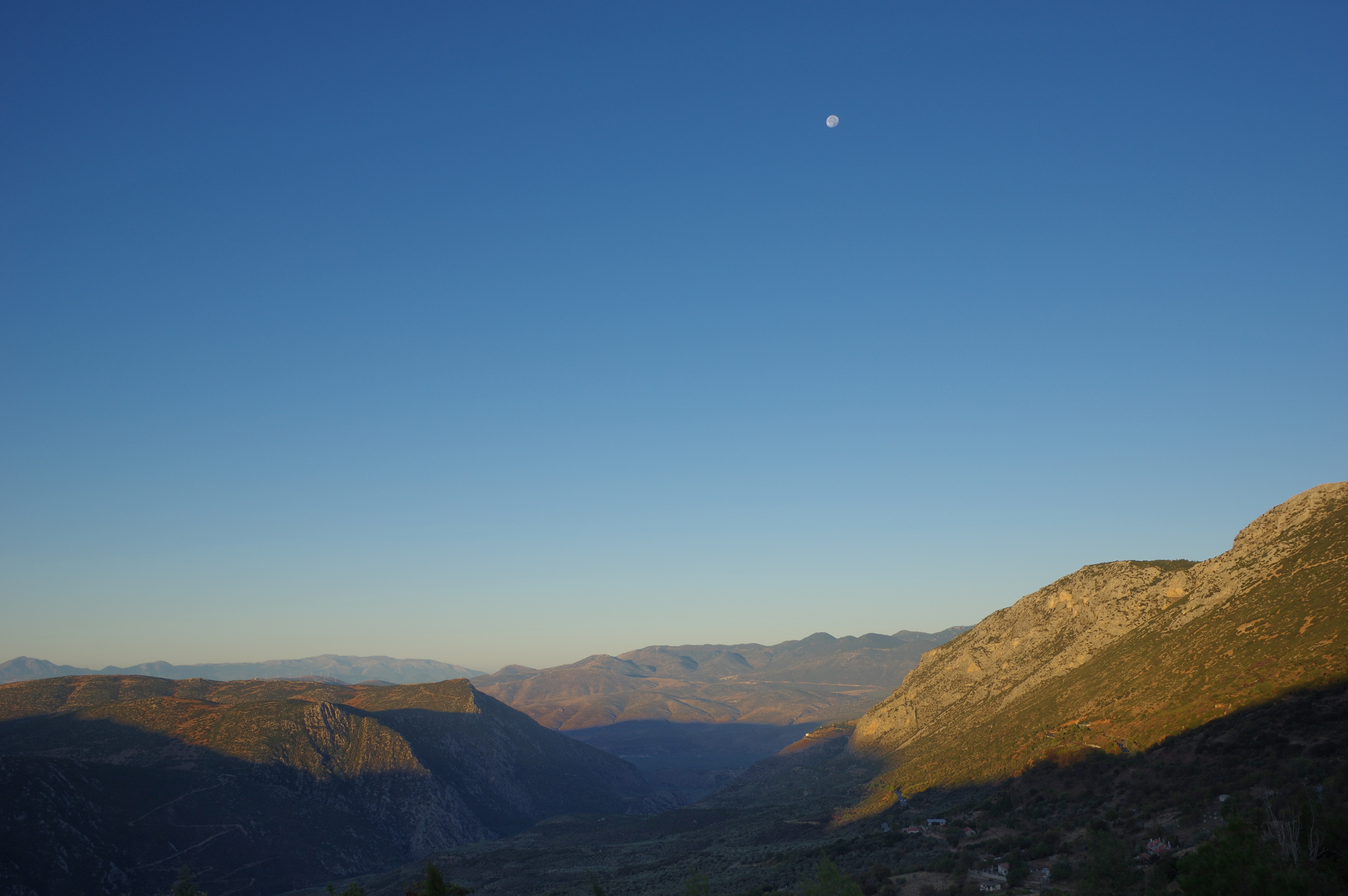
La cabeza del valle mirando hacia Arachova
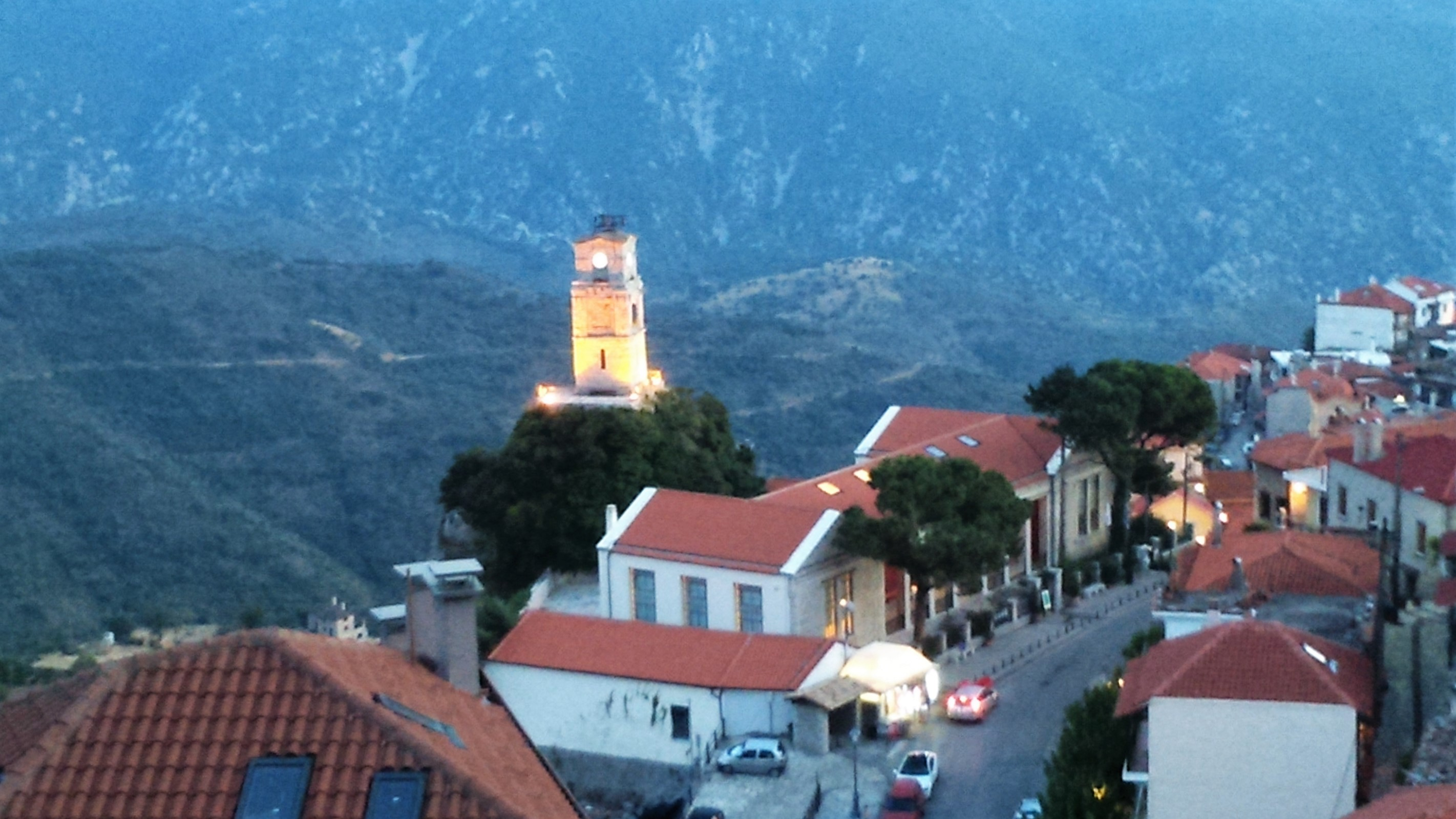
Centro de Arachova
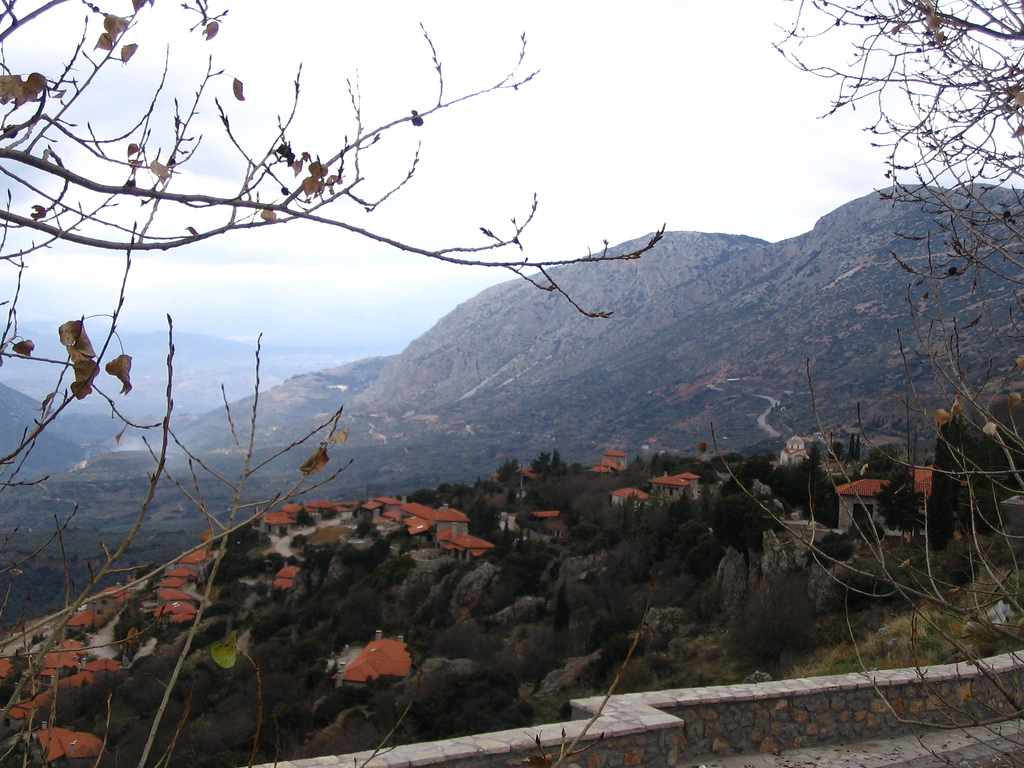
En Arachova mirando hacia el valle
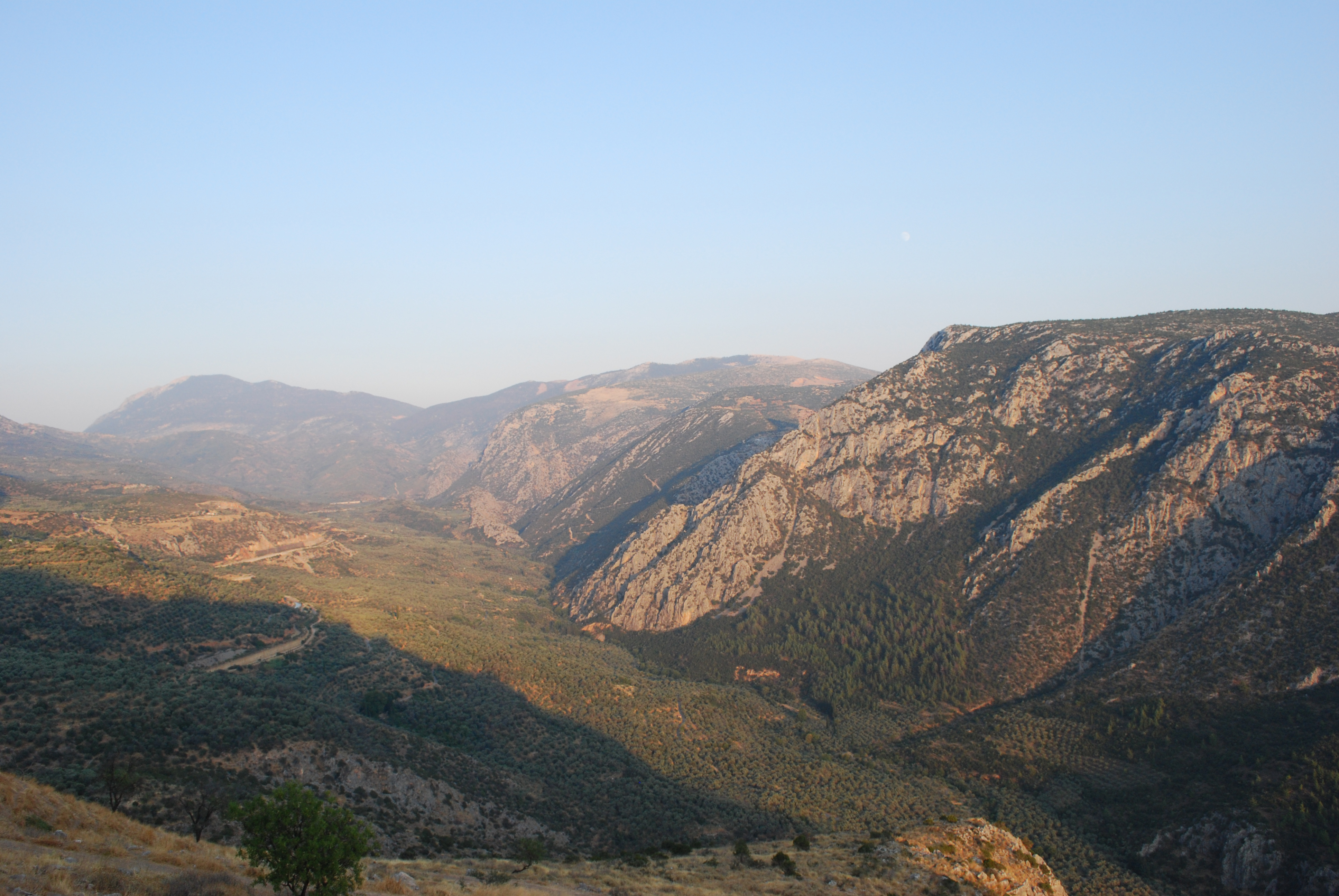
En Delfos mirando hacia el barranco del Pleistos
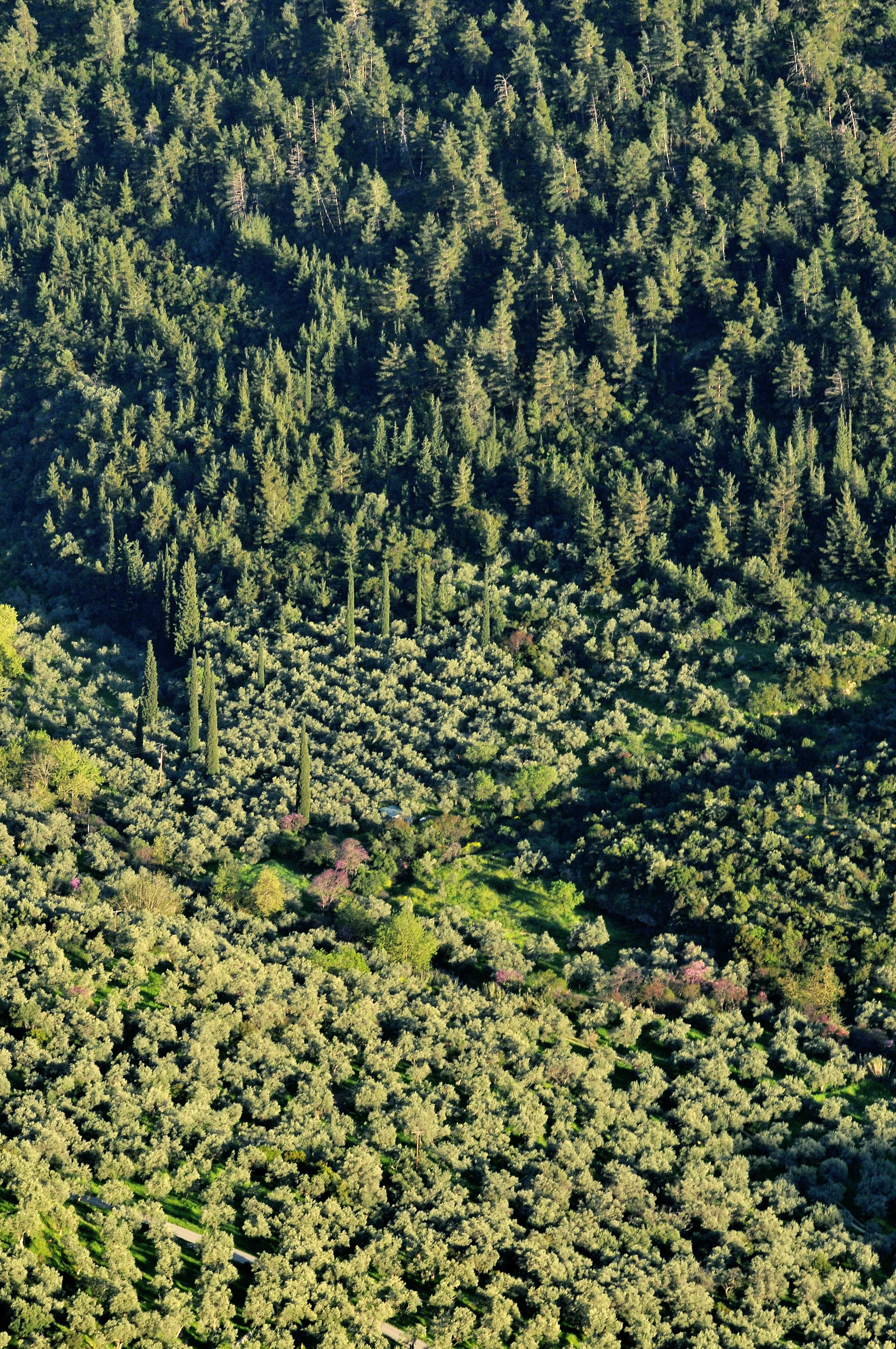
El mar de aceitunas debajo de Delfos
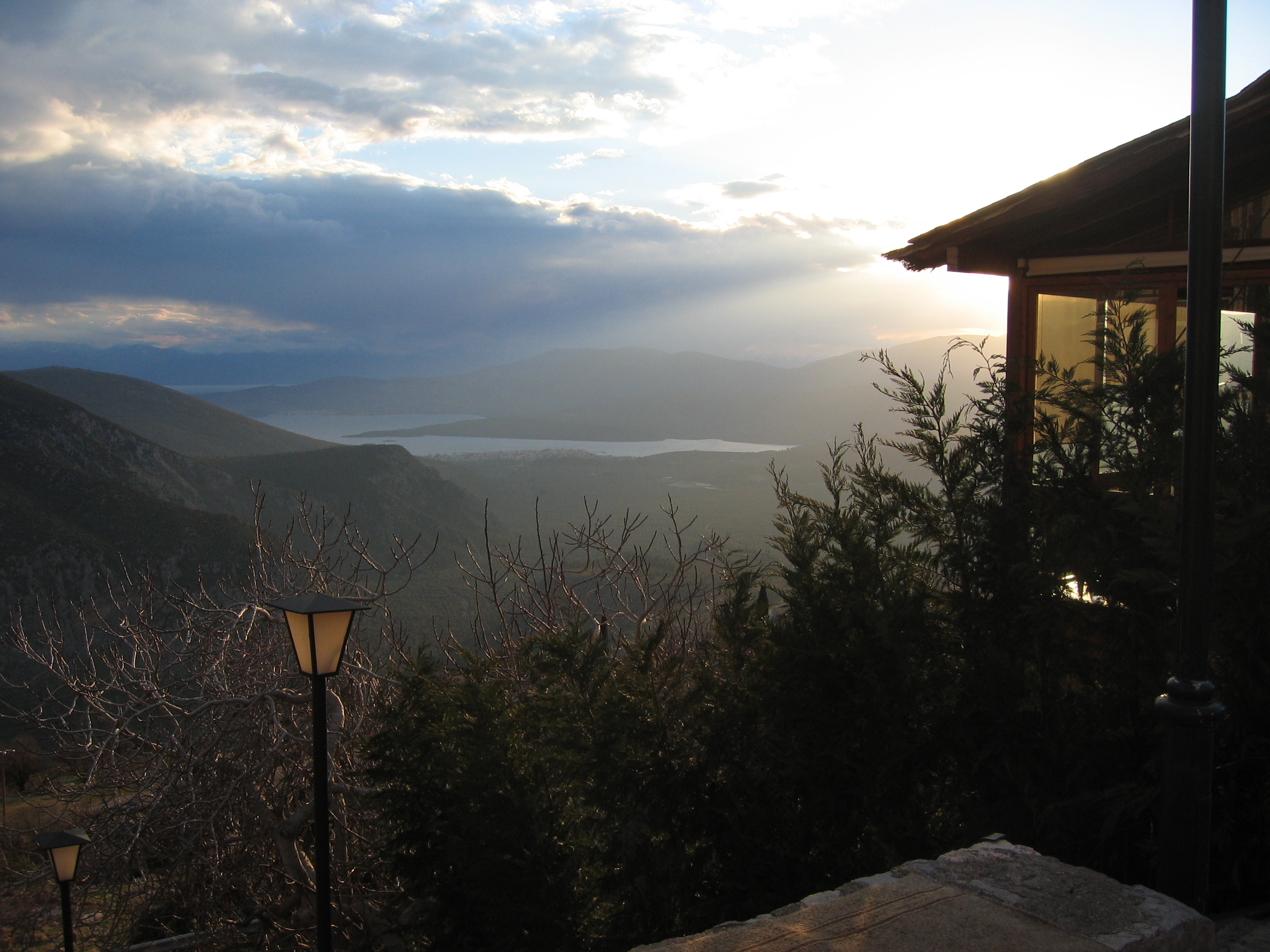
En la ciudad de Delfos mirando hacia el golfo
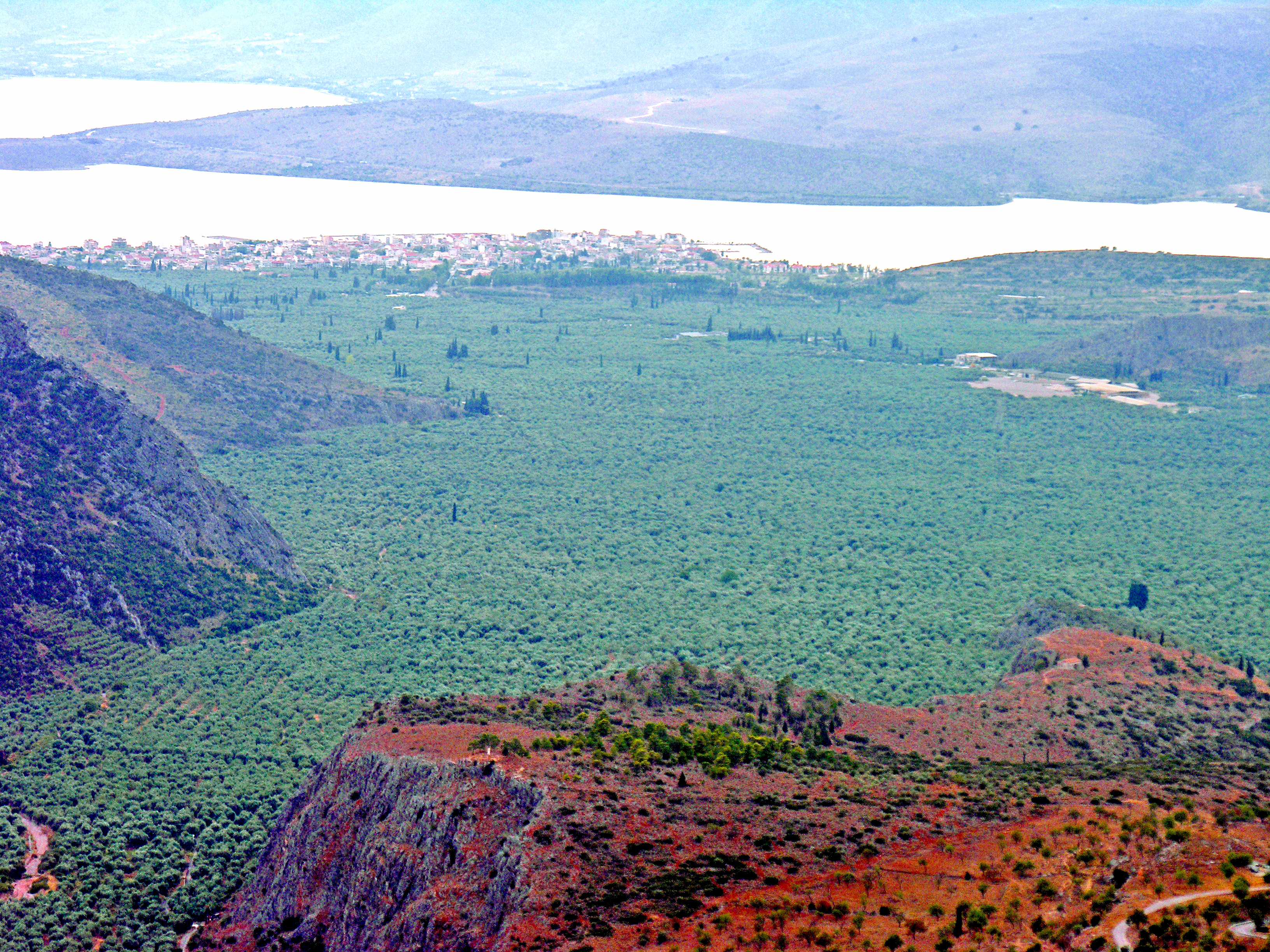
Itea desde la escarpa sobre el valle
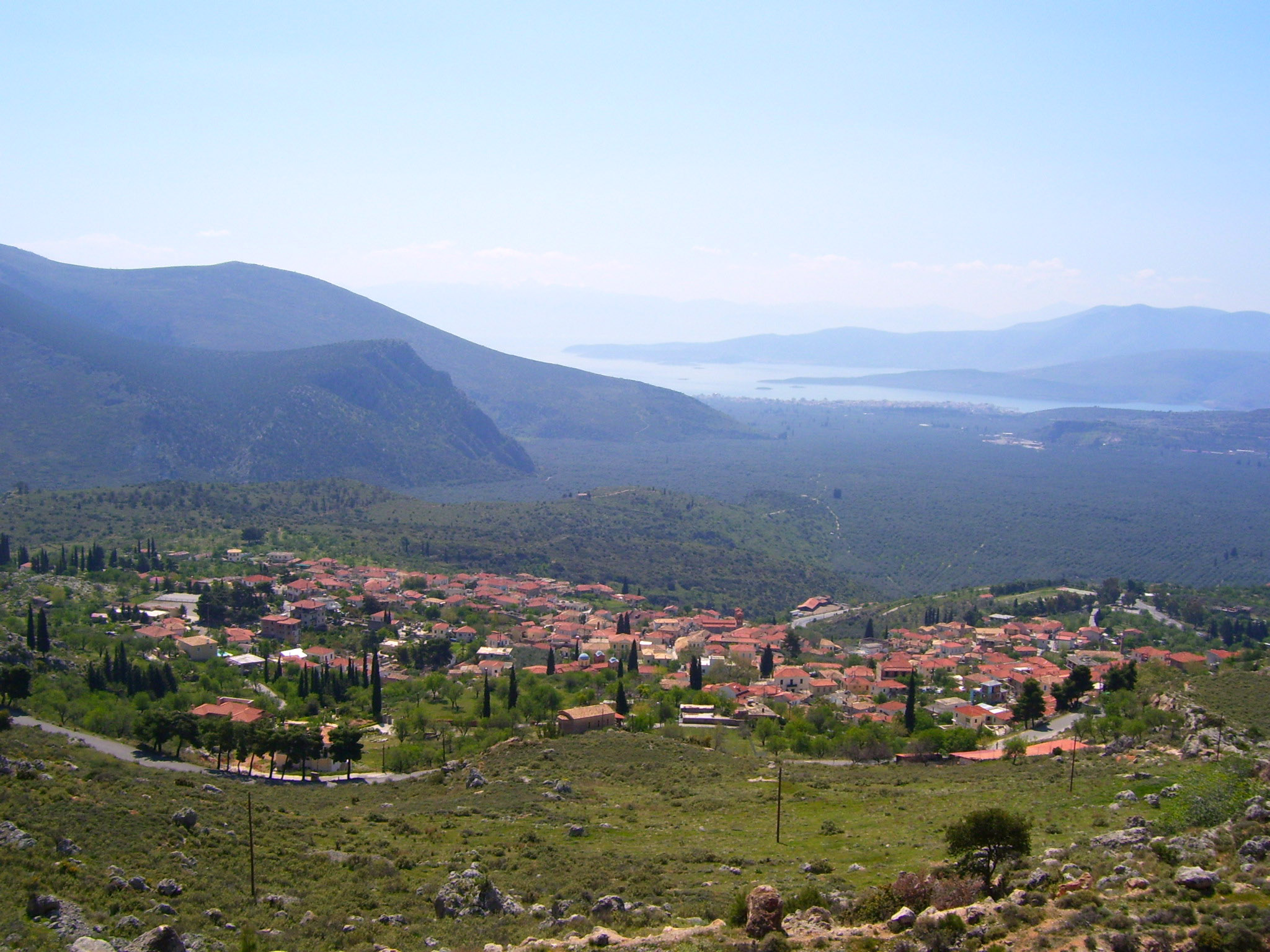
Chrisso con vistas al mar de los olivos, el golfo al fondo
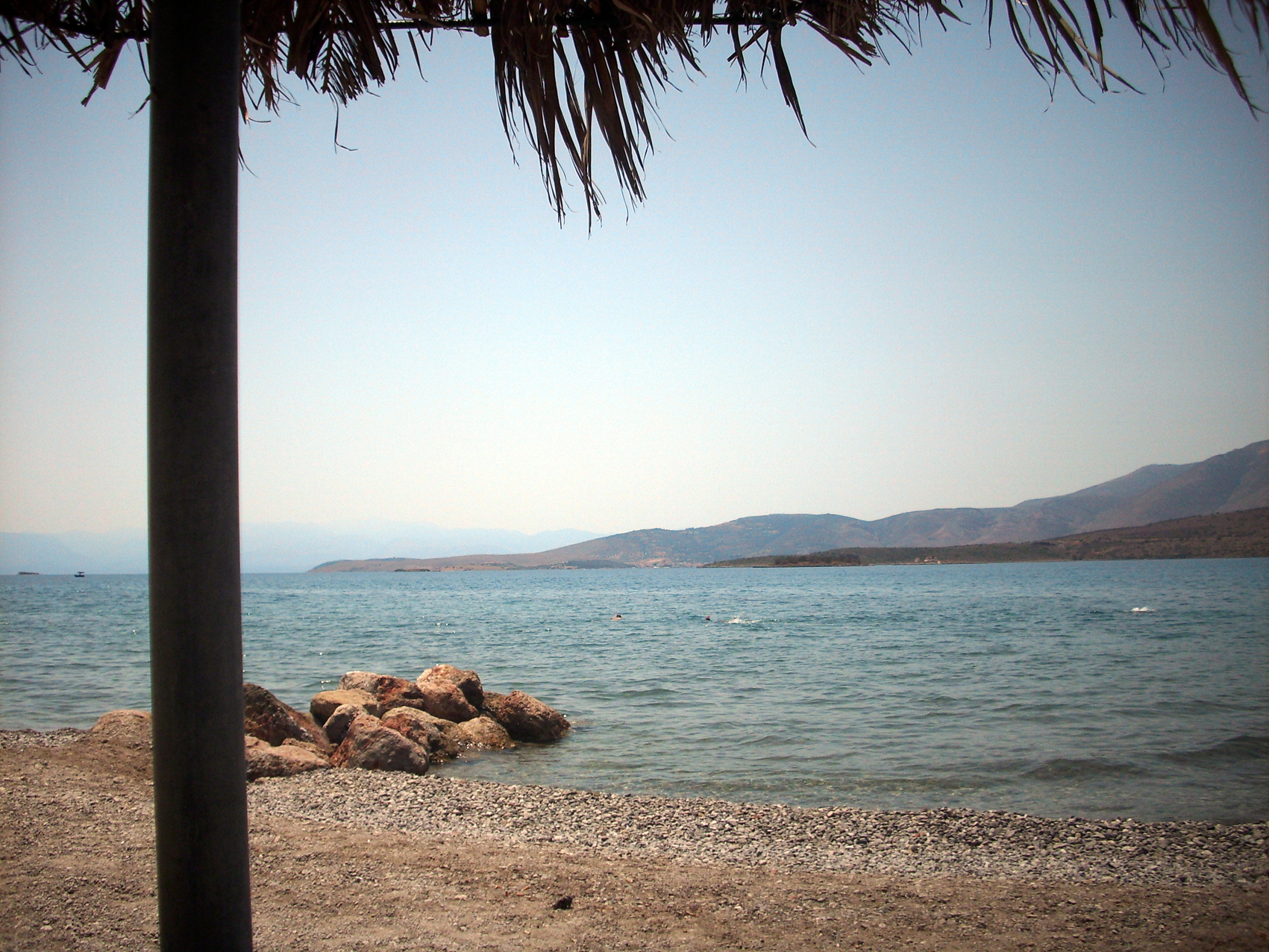
La playa de Itea

## Citas
1. ↑  This article takes its locations, distances, and elevations from Google Maps, satellite and terrain, and the distance measuring feature, as well as street view along Route 48.
2. ↑  McInerney, Jeremy (1999). The Folds of Parnassos: Land and Ethnicity in Ancient Phokis. Austin: University of Texas Press. p. 67. «...nor is the supply of water reliable or plentiful, a fact reflected in the modern names of the Pleistos River and Mt. Kirphis, Xeropotamos (Dry river) and Xerovouni (Dry mountain)».
3. ↑  Dodwell, Edward (2013). A Classical and Topographical Tour Through Greece During the Years 1801, 1805, and 1806. Cambridge Library Collection I. New York: Cambridge University Press. p. 185. «Several ditches have been cut, to draw off the waters of the Pleistos, for the purpose of irrigating the olive plantations;...»
4. ↑  Piccardi, 2008, Figure 2b
5. ↑  Peltier, W.R. (1989). «Chapter 1 Mantle Convection and Plate Tectonics: the Emergence Paradigm in Global Geodynamics».  En Peltier, W.R., ed. Mantle Convection: Plate Tectonics and Global Dynamics. Gordon and Breach Science Publishers. pp. 1-2.
6. ↑  Şengör, A. M. Celâl (1984). «The Definition of the Terms Alpide, Cimmeride, and Tethyside, and the Purpose of This Paper». The Cimmeride orogenic system and the tectonics of Eurasia. Special Paper 195. Boulder, Colorado: Geological Society of America. pp. 11-13. Translation from the Turkish.
7. ↑  Suess, 1908, Part IV, Chapter 1, Introduction
8. ↑  Suess, 1908, Part 4, Chapter 5, "The Altaides"
9. ↑  Piccardi, 2008, Figure 1
10. ↑  Maurizio, Lazzari; Silvestro, Lazzari (July 2012). «Geological and Geomorphological Hazard in Historical and Archaeological Sites of the Mediterranean Area: Knowledge, Forecasting, and Mitigation». Disaster Advances 5 (3): 66,69.
11. ↑  Piccardi, 2008, Figure 3b
12. ↑  Adrienne Mayor, "Greek Fire, Poison Arrows & Scorpion Bombs: Biological and Chemical Warfare in the Ancient World" Overlook-Duckworth, 2003, rev ed with new Introduction 2008
13. ↑  Estrabón, Geografía, IX, 3, 3.
14. ↑  Pausanias, Descripción de Grecia X, 8, 8.